# Émile Hugues
Pour les articles homonymes, voir Hugues.

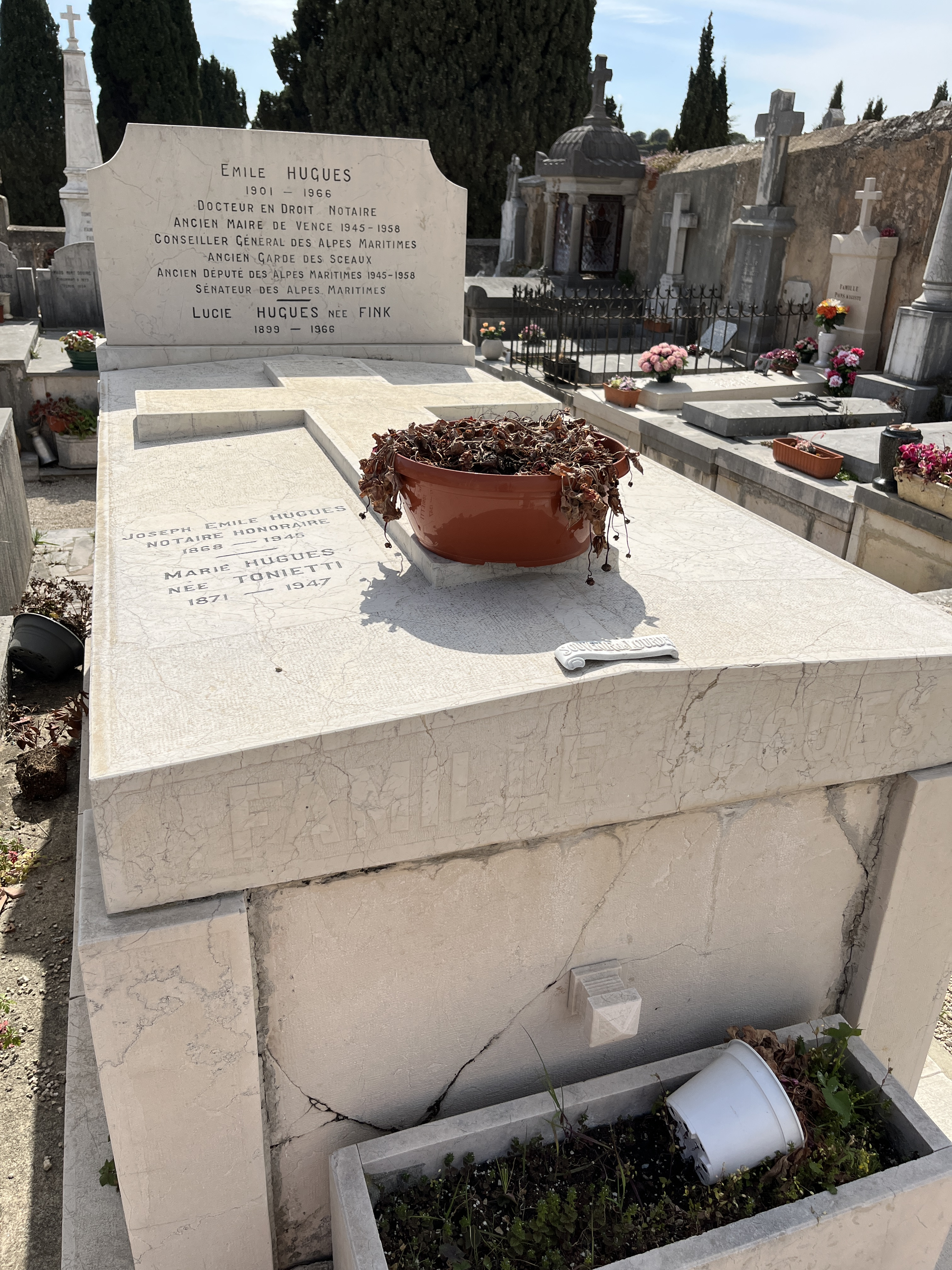
Sépulture d'Emile Hugues au cimetière du centre à Vence (06)

Émile Hugues, né le 7 avril 1901 à Vence (Alpes-Maritimes) et mort le 10 février 1966 à Paris (Seine), est un homme politique français.

## Biographie
Docteur en droit, notaire de profession, il est élu en 1946 député radical-socialiste des Alpes-Maritimes à la Deuxième Assemblée nationale constituante puis à l’Assemblée nationale dans laquelle il siège jusqu’en 1958. En 1959, il est élu au Sénat comme membre de la Gauche démocratique. Il meurt en fonctions.
Hugues quitte le gouvernement après le rejet de la CED en 1954, dont il était un chaud partisan. Il suit Henri Queuille et André Morice dans la dissidence radicale d'octobre 1956 qui aboutit à la création du Centre républicain,,. Il vote la confiance à de Gaulle en juin  mais est battu aux élections de novembre 1958. Il retourne au Parti radical après les débuts de la Ve République. Lors du congrès du Parti radical de septembre 1962 tenu à Vichy, il livre le rapport de politique générale et accuse à cette occasion le général de Gaulle de ne pas respecter la Constitution faisant référence à son projet de référendum sur l'élection du Président de la République au suffrage universel,.
Il est maire de Vence de mai 1945 à mars 1959 et conseiller général des Alpes-Maritimes.
Il lègue à la commune de Vence le château de Villeneuve, construit au XVIIe siècle par les seigneurs de Villeneuve et situé sur les remparts de la vieille ville. L'édifice est devenu la Fondation Émile-Hugues, espace d'expositions temporaires consacrées à l'art contemporain et au rappel des séjours à Vence d'artistes comme Matisse, Dufy, Chagall ou Dubuffet.
En 2007, il est reconnu avec sa femme Lucie Laffitte-Hugues comme Juste parmi les Nations.

## Fonctions gouvernementales
- Secrétaire d’État aux Finances et aux Affaires économiques du gouvernement René Pleven (2) (du 11 août 1951 au 20 janvier 1952)
- Secrétaire d’État à la présidence du Conseil, chargé de l’Information du gouvernement René Mayer (du 8 janvier au 28 juin 1953)
- Secrétaire d’État à la présidence du Conseil, chargé de l’Information des gouvernements Joseph Laniel (du 2 juillet 1953 au 18 juin 1954)
- Ministre de la Justice du gouvernement Pierre Mendès France (du 19 juin au 3 septembre 1954)
- Secrétaire d’État aux Affaires économiques du gouvernement Maurice Bourgès-Maunoury (du 17 juin au 6 novembre 1957)
- Secrétaire d’État aux Affaires économiques du gouvernement Félix Gaillard (du 11 novembre 1957 au 14 mai 1958)